# 慢新聞
慢新聞是一个新闻学理念，强调新闻品質、深度和准确性重于新闻速度。慢新聞的價值觀基於聚焦生產優質、乾淨和公平的產品的慢文化。與“充斥著重復的新聞稿、下意識的評論、軟文式的廢話和‘攪拌新聞學’”的主流媒體相比，慢新聞往往側重於長篇報導和深入調查。